# Сребърна лента
„Сребърна лента“ (на италиански: Nastro d'Argento) са филмови награди, които се връчват всяка година от Италианския синдикат на филмовите журналисти (Italian National Syndicate of Film Journalists).  Сребърна лента е най-старата награда за кино в Европа.  Церемонията по награждаването се провежда в Античния театър на Таормина.

## Връчване
Наградата „Сребърна лента“ се връчва всяка година от 1946 до днес.

## Категории
- Сребърна лента за най-добър филм
- Сребърна лента за най-добър режисьор
- Сребърна лента за най-добър нов режисьор
- Сребърна лента за най-добра комедия
- Сребърна лента за най-добър продуцент
- Сребърна лента за най-добър сценарий
- Сребърна лента за най-добър сюжет
- Сребърна лента за най-добра актриса
- Сребърна лента за най-добър актьор
- Сребърна лента за най-добра поддържаща актриса
- Сребърна лента за най-добър поддържащ актьор
- Сребърна лента за най-добра конематография
- Сребърна лента за най-добра музика
- Сребърна лента за най-добра оригинална песен
- Сребърна лента за най-добър сценография
- Сребърна лента за най-добри костюми
- Сребърна лента за най-добър директор на кастинга
- Сребърна лента за най-добър монтаж
- Сребърна лента за най-добър звук на живо
- Сребърна лента за най-добър документален филм
- Сребърна лента за най-добър документален кино филм
- Сребърна лента за най-добър късометражен филм
- Сребърна лента за цялостна кариера
- Сребърна лента специале
- Сребърна лента европео

### Вече неприсъждани категории
- Сребърна лента за режисьор на най-добрия филм (до 2016 г.)
- Сребърна лента за режисьор на най-добрия чуждестранен филм (до 2006 г.)
- Сребърна лента за най-добър европейски филм (от 2007 до 2012 г.)
- Сребърна лента за най-добър неевропейски филм (от 2007 до 2012 г.)
- Сребърна лента за най-добър 3D филм (2010 г.)